# Fundació (novel·la)
Fundació és el primer llibre de la trilogia de La Fundació escrita per Isaac Asimov (o Cicle de Tràntor com també es denomina).
És una col·lecció de cinc relats curts recopilats al llibre Foundation el 1951. Quatre de les històries van ser publicades originalment a la revista Astounding, dirigit per John Campbell entre el 1942 i el 1944, la cinquena va ser afegida a la compilació. Els títols de les històries en la revista són diferents dels títols dels capítols al llibre. Va ser traduït al català el 2023 per Octavi Gil i Pujol.
En les dècades següents, la trilogia va créixer i la trama es va ampliar per abastar dins del mateix fil narratiu la major part de la narrativa de ciència-ficció d'Isaac Asimov, incloent alguns llibres independents escrits abans de Fundació, com les sèries de robots que va començar amb Jo, robot.
Ha esdevingut un clàssic que continua a ser reeditat i traduït. Tot i això, com diu Sergi Garcia, «no tot de La Fundació suporta bé el pas dels anys. I és que tots els protagonistes són homes i el paper de la dona és simplement inexistent.»

## Història
Una de les característiques més interessants de la novel·la és que parla de fets d'un possible futur llunyà, quan la humanitat s'ha expandit per tota la galàxia i s'ha format un únic Imperi Galàctic, governat per un únic emperador.

### Els psicohistoriadors
La història comença a Tràntor, el planeta capital de l'Imperi Galàctic, que ha existit durant dotze mil anys. Tot i que aquesta organització política de mils i mils milions de persones és aparentment estable i forta, l'imperi es va degradar a poc a poc durant centenars d'anys. L'únic que se n'adona és Hari Seldon, un matemàtic que ha creat la ciència de la psicohistòria, que permet predir estadísticament el comportament de les masses de persones. Seldon ha creat un projecte en secret sota les sospites del funcionariat imperial, que veuen com un perill el potencial de la psicohistòria. Així, la història comença quan és arrestat Gaal Dornick, un matemàtic nouvingut al planeta capital per unir-se al projecte d'Hari Seldon.
En Hari prediu que l'imperi s'esfondrarà en els pròxims tres-cents anys i que, després de la caiguda, la barbàrie i l'anarquia s'imposaran durant trenta mil anys fins que no aparegui un segon imperi. És impossible evitar que l'imperi desaparegui. Tot i això, Hari traça un pla per tal de reduir el temps de barbàrie i destrucció a tan sols mil anys, de forma que la humanitat no perdi els coneixements actuals. Després de moltes negociacions, en Hari Seldon aconsegueix que els governants de l'Imperi traslladin tot l'equip i familiars a un planeta on puguin iniciar el projecte d'elaboració d'una Enciclopèdia Galàctica que contingui tots els coneixements acumulats per la humanitat. Així doncs, tots es traslladen a un remot planeta sense interès comercial que es troba a l'altra punta de l'imperi: Terminus. Malgrat que l'imperi creu que havia vençut Seldon després d'allunyar-lo de la capital, en realitat ja era predit que a Terminus començaria el seu gran projecte, la Fundació.

### Els enciclopedistes
Han passat cinquanta anys des que l'equip d'en Hari Seldon es va traslladar, Terminus està a punt de patir la primera de les crisis Seldon. El mateix Seldon va predir que durant el procés de creació de l'enciclopèdia es produirien crisis que posarien en perill el projecte. En aquesta primera crisi, l'entorn social i els esdeveniments duran els integrants de la jove Fundació a prendre decisions que afectaran tot el futur del projecte.
Terminus, un planeta petit, pobre en minerals i amb greus mancances de recursos naturals, veu com els seus quatre planetes veïns (Anacreont, Smyrno, Konom i Daribow) s'autoproclamen independents de l'Imperi Galàctic, formant així quatre nous regnes. Al tractar-se dels planetes més allunyats de Tràntor, el seu accés a la cultura centralitzada de l'Imperi és limitat i, en conseqüència, els seus règims són pròxims a la barbàrie descrita per Seldon mig segle abans.
La posició de Terminus és delicada. Al tractar-se d'un planeta ple de científics i proper a les quatre capitals de les noves províncies, el líder Anacreont comença a interessar-se per Terminus perquè li oferirà un avantatge tecnològic important. Entre altres coses, Terminus és l'únic planeta de la zona que disposa d'Energia Nuclear eficaç.
Tot i que els enciclopedistes creuen que són encara sota la protecció de l'emperador, l'actual batlle de Terminus, Salvor Hardin, s'ha adonat del perill que corren. Tot i que Seldon va deixar clar que la finalitat de la colònia era l'enciclopèdia i que el batlle només tindria una funció merament administrativa, Hardin pren el control de Terminus. Gràcies als consells de Bor Alurin (l'únic psicohistoriador del planeta), Hardin aconsegueix que les quatre províncies s'encarin pel control del planeta en igualtat de condicions. D'aquesta manera s'estableix una situació de guerra freda on cap dels planetes veïns intentarà envair-lo per por a la represàlia dels altres.
Un cop la situació s'ha normalitzat, la colònia rep un missatge gravat pel mateix Hari Seldon on els explica l'autèntica finalitat de la fundació: la creació d'un segon Imperi Galàctic.

### Els batlles
Tres dècades després de la primera Crisi Seldon, les relacions entre la Fundació i els regnes veïns es basa en l'intercanvi de tecnologia tot usant la religió com a forma d'acceptació i control. Així, no tan sols controlen el desenvolupament tecnològic dels regnes, sinó que controlen també els mateixos sistemes veïns. Els sacerdots, que són formats exclusivament a Terminus, tenen el coneixement per fer servir la tecnologia mentre la resta de la gent hi pensa com si fos màgia. El sistema de sacerdoci permet expandir el poder i les relacions de Terminus amb els quatre regnes i evita qualsevol intent de rebel·lió, tot gràcies als miracles que obra la religió gràcies a la tecnologia. Els estudiants d'altres planetes que s'inicien com a sacerdots tan sols se'ls confia com poden fer servir els artefactes, mentre que els més brillants, romanen a Terminus com investigadors i ciutadans del planeta.
El príncep Wienis de la corona d'Anacreont (creient de l'esperit galàctic i de la religió de Sheldon), és bel·licós i pretén controlar la Fundació. Fortuïtament es troba amb una antiga nau espacial de l'Imperi i demana a la Fundació que la restauri. Si la Fundació la restaura, regalarà a Anacreont un poder de guerra superior a la resta dels regnes; si no la repara, Wienis tindrà l'excusa perfecta per començar, juntament amb la resta de regnes, una croada contra Terminus. Terminus es troba davant d'una nova crisi.
Finalment, les persones dels regnes acaben per reconèixer l'autoritat religiosa de la Fundació i que el poder dels reis prové del misticisme dels artefactes dels sacerdots i, per tant, el control absolut acaba en mans de la Fundació.

### Els comerciants
Han passat setante-i-cinc anys des de l'última crisi Seldon. Limmar Ponyets té una tasca a realitzar a Askone, un món que ha depreciat qualsevol comerç amb la Fundació per la por que senten els seus dirigents envers la religió, atès que temen que puguin acabar controlant la seva societat com ha passat en el passat. La feina de Ponyets és negociar l'alliberació de Eskel Gorov, un agent de la Fundació que va ser enviat abans que ell per a negociar tractes comercials amb Askone.
La societat d'Askone sospita de la tecnologia i practica l'adoració al treball dels avantpassats. El «gran mestre» no accepta la tecnologia de la Fundació, per aquest motiu ha condemnat Gorov a pena de mort. Per sort, Ponyets els convenç a bescanviar l'alliberació de Gorov contra la possibilitat de convertir el ferro en or amb un processador de menjar modificat de la seva nau.
No tan sols s'acaba alliberant Gorov, sinó que com a afegit s'obre la porta al comerç amb la Fundació. Ponyets fa xantatge a un dels membres del consell d'Askone i l'obliga a comprar tota la càrrega tecnològica de la nau, fet que es contradiu amb totes les lleis del planeta. Aquesta compra és l'espurna que comença el procés de legalització del comerç amb la Fundació.

### Els prínceps comerciants
Els anys passen, la influència econòmica i religiosa de la Fundació augmenta dia a dia i s'estén arreu a la Galàxia. És una dominació econòmica, ni militar, ni política. Algunes naus de la Fundació han desaparegut prop de la república de Korell. Aquest alerta els fundacionistes, cap província disposa de naus que puguin igualar en velocitat les de la Fundació, això podria significar que tenen accés a tecnologies avançades que podrien ser una amenaça per la Fundació. Hober Mallow, un comerciant veterà (que no és agent de la Fundació) és enviat a Korell en missió comercial perquè avaluï el nivell tecnològic de la zona i trobi una explicació a la desaparició de la flota.
Mallow commença petits intercanvis comercials amb el líder de Korel, Comodore Argo Asper, el qual és reticent a adoptar la tecnologia. Hober Mallow especifica que només es tracten de negocis i que no té cap mena d'intenció d'expandir la religió. Finalment Mallow reïx realitzar les vendes però no troba cap rastre de tecnologia avançada ni de les naus perdudes.
A Terminus, Mallow és denunciat per traïció al només negociar i no estendre la religió. Mallow argumenta que la religió ha permès augmentar el control de la Fundació però que el comerç serà l'eina que realment portarà la Fundació a esdevenir un un autèntic Segon Imperi Galàctic. Mallow és arrestat per no haver ajudat un monjo missioner de la Fundació destinat a Korell. Al final es descobreix que tot va ser una trampa de Korell per forçar un enfrontament amb la Fundació. Mallow guanya les eleccions i esdevé el batlle de Terminus.